# Vendegies-sur-Écaillon
Vendegies-sur-Écaillon är en kommun i departementet Nord i regionen Hauts-de-France i norra Frankrike. Kommunen ligger i kantonen Solesmes som tillhör arrondissementet Cambrai. År 2022 hade Vendegies-sur-Écaillon 1 123 invånare.

## Befolkningsutveckling
Antalet invånare i kommunen Vendegies-sur-Écaillon
| Referens: INSEE |